# Joana Lina
Joana Lina Ramos Baptista Cândido, née le 22 septembre 1957, est une économiste et femme politique angolaise.  

## Biographie
Joana Lina est née à Kamabatela, dans la province de Cuanza Norte en Angola.Elle est diplômée d'un master en politiques de développement économique.[réf. nécessaire]
Elle occupe divers postes au sein de son parti le Mouvement populaire de libération de l'Angola (MPLA) dont elle est une militante depuis 1974  et au sein du gouvernement de son pays.
En 2018, Joana Lina devient la première femme à prendre la tête du gouvernement de la province de Huambo, après de 43 ans de gouvernance masculine. Elle est nommée à ce poste par le président de l’Angola João Lourenço,.
En 2020, elle est élue première secrétaire du MPLA à Luanda à la majorité absolue des voix. Elles est la première femme à occuper ce poste dans la province de Luanda,.
En 2021, le président de la république, João Lourenço, démet Joana Lina de son poste de gouverneur de province de Luanda.